# Дани Ганчев
Йордан Ганчев (по-познат като Дани Ганчев или Дани от „Тангра“) е български музикант, композитор и аранжор, известен с участието си като кийбордист и вокал в рок група „Тангра“ през нейния ню уейв период. Извън пределите на България Дани е популярен в Словения, където е живял повече от 14 години. Името му е свързано с участие в групата пионер на рок енд рола в България Бъндараците, където е поканен да свири от Бънди (Лорд Бънди), както и с рок/джаз фюжън групите от бивша Югославия – „Транс его експрес“, „Слънчев път“, „Ютро“, „Септембър“ и словенската поп група „Хазарт“. Като студиен музикант участва в записите на почти всички словенски изпълнители от края на 70-те години.
Дани Ганчев свири на пиано, синтезатори, бас/фретлес бас китара и участва с вокали/беквокали в песните на всичките групи, от които е част. Има и свой солов проект, на който е музикален продуцент.

## Биография
Йордан „Дани“ Ганчев е роден на 16 февруари 1948 г. в София. Син е на индустриалеца Стефан Ганчев, основател на фабриката за каучукови изделия „Зебра“.
Свири на пиано от 5-годишна възраст при музикалната педагожка Велка Вакъвчиева, която е лична приятелка на майката на Константин Марков, откогато датира и познанството между двамата музиканти. Дебютира на 9-годишна възраст с „Прелюдия“ на Бах и „Неаполитански песни“ от Чайковски в зала „Славейков“.
Свири в известната тогава група „Бъндараците“ заедно с Константин Марков след което емигрира в Югославия, където последователно свири на клавишни и бас китара в джаз рок групите „Транс Его Експрес“, „Ютро“ и „Септембър“, с които обикаля цялата страна. Заедно с най-авангардните и ярки словенски инструменталисти Ладо Якша и Ратко Дивяк – ударни инструменти, създават етно джаз фюжън формацията „Слънчев път“ (Soncna pot), която макар и с един албум, оставя ярка следа на словенската сцена. След разпадането на групата, Дани е поканен и участва в култовата и до днес словенска група „Хазарт“.
В края на 1983 г. под натиск на тогавашните власти е принуден да се завърне в България, където се включва в група Тангра и променя музикалната стилистика на формацията в посока New Wave, поставяйки началото на Тангра II. От този период са известната му авторска композиция „Жулиета“, както и „Бъди какъвто си“.
През 1986 г. отново емигрира и живее и свири в Скандинавия, Холандия, Германия и Белгия, където през 1990-те години се установява за постоянно.
През този период Дани работи заедно с барабаниста на група Тангра – Емил Герасимов и белгийските артисти Петер Декаботер и Даниел Робрехт, с които заедно участват в комедийни и театрални шоу програми под името Peps and Pips en de Fishsticks. Дани и Емо са участвали в проект на известния белгийски певец и филмов артист Гюнтер Леви.
В Белгия Дани написва музика и за документални филмчета и кадри от експедиция в Антарктика под същото име. Пише и църковна музика.
През 2000 г. записва две авторски песни на български – „Заключен съм“ и „Без компас – това съм аз“, които включително изпява и свири на всички инструменти. Автор на текстовете е поетът Александър Петров.
Завръща се в България, където през 2016 г. заедно с Константин Марков и Стенли възраждат група Тангра. В същото време участва и друг български проект, наречен „Моно“, където свири на бас китара.
През 2018 г. Дани продуцира и издава „Ще повторя“ – свое авторско парче, в което отново пее и свири, заедно с Деян Драгиев – Даката – ударни инструменти и Иво Чалъков – китара. Автор на текста е отново Александър Петров.
Дани записва и соловото си изпълнение на пиано на инструментала със заглавие „Импресия“, което е вариация по неговата „Жулиета“.